# Telmatobius culeus
Ếch Titicaca (Danh pháp khoa học: Telmatobius culeus) là một loài ếch nước ngọt cỡ lớn trong họ Telmatobiidae, chúng được xếp loại là loài cực kỳ nguy cấp, là loài ếch lớn chỉ có duy nhất ở hồ Titicaca. Ngày nay ếch Titicaca đã giảm mạnh và hiện đang phải đối mặt với nguy cơ tuyệt chủng do con người, sự ô nhiễm, và sự ăn thịt con nòng nọc của cá hồi du nhập xâm chiếm lãnh thổ.

## Đặc điểm
Chúng sống hoàn toàn dưới nước và chỉ được tìm thấy ở hồ Titicaca và con sông chảy vào hồ này ở Nam Mỹ. Trong khi phổi được giảm đi rất nhiều, ếch này có quá nhiều da, được sử dụng để giúp thở ếch ở độ cao rất cao. Khi hình dung về lớp da bầy nhầy của nó, nó cũng được gọi đùa là ếch bìu Titicaca. Chúng có những lớp da xếp nếp khổng lồ có khả năng giúp tăng rộng bề mặt cơ thể và giúp cho chúng hấp thụ được nhiều oxy hơn.
Trong những năm 1970, một đoàn thám hiểm dẫn đầu bởi Jacques Cousteau báo cáo rằng ếch này có chiều dài lên đến 50 cm (20 in) chiều dài duỗi thẳng, với các cá thể thường có trọng lượng 1 kg (2.2 lb), làm cho các một số các loài ếch nước ngọt lớn nhất thế giới (trừ loài Batrachophagous macrostomus là có kích thước lớn hơn, như là ếch Goliath châu Phi, mà đôi khi có thể được nhìn thấy trên đất). 